# Élections régionales de 1994 en Saxe-Anhalt
Les élections régionales de 1994 en Saxe-Anhalt (en allemand : Landtagswahl in Sachsen-Anhalt 1994) se tiennent le 26 juin 1994, afin d'élire les 99 députés de la 2e législature du Landtag, pour un mandat de quatre ans.
Le scrutin est marqué par la victoire de la CDU à la majorité relative, et qui reste de justesse le premier parti du Land de Saxe-Anhalt. Le chef de file du SPD Reinhard Höppner accède alors au pouvoir après avoir formé une « coalition rouge-verte minoritaire » tolérée par le PDS. Cette configuration gagne le surnom de « modèle de Magdebourg ».

## Contexte
Aux élections régionales du 14 octobre 1990, la CDU devient le premier parti de la Saxe-Anhalt, après avoir réuni 39 % des voix et 48 députés sur 106. Initialement, le Landtag comptait 98 mandats mais la CDU en a remporté neuf de trop, ce qui a conduit à cette augmentation de la taille totale de l'assemblée.
Elle est suivie du SPD, qui se contente de 26 % des suffrages exprimés et 27 élus. Le Parti social-démocrate échoue d'ailleurs à obtenir au moins le double du résultat du FDP, qui totalise 13,5 % des voix et 14 parlementaires. C'est le seul des cinq nouveaux Länder où le PDS se fait dépasser par le Parti libéral-démocrate, rassemblant 12 % des exprimés et 12 sièges. La Liste verte - Nouveau Forum (GRÜ-NF) est la dernière force à faire son entrée au Landtag, franchissant de peu le seuil électoral avec 5,3 % des suffrages et cinq députés.
Gerd Gies est alors investi ministre-président à la tête d'une « coalition noire-jaune » dont le libéral Gerd Brunner est vice-ministre-président. Il remet sa démission moins de huit mois plus tard, le 4 juillet 1991, après des accusations de chantage politique. Il cède donc le pouvoir au ministre des Finances Werner Münch. Ce dernier doit à son tour renoncer en novembre 1993, en raison des révélations sur les traitements élevés perçus par les ministres et hauts fonctionnaires du Land. C'est le président du groupe parlementaire Christoph Bergner qui prend sa suite.
Les derniers mois sont marqués par un affrontement au sein du FDP entre le président régional du parti Peter Kunert, qui souhaite rompre avec la CDU pour envisager une « coalition en feu tricolore » avec le SPD et les Grünen, et le ministre de l'Environnement et vice-ministre-président Wolfgang Rauls, partisan du maintien de l'alliance « noire-jaune ».

## Mode de scrutin
Le Landtag est constitué de 99 députés (en allemand : Mitglied des Landtags, MdL), élus pour une législature de quatre ans au suffrage universel direct et suivant le scrutin proportionnel de Hare.
Chaque électeur dispose de deux voix : la première (en allemand : Personenstimme) lui permet de voter pour un candidat de sa circonscription selon les modalités du scrutin uninominal majoritaire à un tour, le Land comptant un total de 49 circonscriptions ; la seconde voix (en allemand : Parteienstimme) lui permet de voter en faveur d'une liste de 99 candidats présentée par un parti au niveau du Land.
Lors du dépouillement, l'intégralité des 99 sièges est répartie proportionnellement aux secondes voix, entre les partis ayant remporté 5 % des voix au niveau du Land. Si un parti a remporté des mandats de circonscription, les sièges qui lui ont été précédemment attribués sont d'abord pourvus par ceux-ci.
Dans le cas où un parti obtient moins de mandat de circonscription que la proportionnelle ne lui en attribue, sa représentation est complétée par les candidats issus de la liste présentée au niveau du Land ; s'il en obtient plus, la taille du Landtag est augmentée jusqu'à rétablir la proportionnalité.

## Campagne

### Principaux partis
| Parti | Parti                                                                              | Chef de file                           | Résultat de 1990           |
| ----- | ---------------------------------------------------------------------------------- | -------------------------------------- | -------------------------- |
|       | Union chrétienne-démocrate d'Allemagne Christlich Demokratische Union Deutschlands | Christoph Bergner (Ministre-président) | 39,0 % des voix 48 députés |
|       | Parti social-démocrate d'Allemagne Sozialdemokratische Partei Deutschlands         | Reinhard Höppner                       | 26,0 % des voix 27 députés |
|       | Parti libéral-démocrate Freie Demokratische Partei                                 | Peter Kunert                           | 13,5 % des voix 14 députés |
|       | Parti du socialisme démocratique Partei des Demokratischen Sozialismus             | Petra Sitte                            | 12,0 % des voix 12 députés |
|       | Alliance 90 / Les Verts Bündnis90/Die Grünen                                       | Heidrun Heidecke                       | 5,3 % des voix 5 députés   |

## Résultats

### Voix et sièges
|                                   | Union chrétienne-démocrate d'Allemagne (CDU) | Union chrétienne-démocrate d'Allemagne (CDU) | 401 287   | 35,11 | 32        | 16            | 390 077   | 34,39 | 5  | 37 | 11            |  |  |  |
|                                   | Parti social-démocrate d'Allemagne (SPD)     | Parti social-démocrate d'Allemagne (SPD)     | 368 848   | 32,27 | 15        | 14            | 386 020   | 34,03 | 21 | 36 | 9             |  |  |  |
|                                   | Parti du socialisme démocratique (PDS)       | Parti du socialisme démocratique (PDS)       | 234 302   | 20,50 | 2         | 2             | 225 243   | 19,86 | 19 | 21 | 9             |  |  |  |
|                                   | Alliance 90 / Les Verts (Grünen)             | Alliance 90 / Les Verts (Grünen)             | 78 198    | 6,84  | 0         | en stagnation | 57 739    | 5,09  | 5  | 5  | en stagnation |  |  |  |
|                                   | Parti libéral-démocrate (FDP)                | Parti libéral-démocrate (FDP)                | 43 912    | 3,84  | 0         | en stagnation | 40 560    | 3,58  | 0  | 0  | 14            |  |  |  |
|                                   | Les Républicains (REP)                       | Les Républicains (REP)                       | 5 490     | 0,48  | 0         | en stagnation | 15 478    | 1,36  | 0  | 0  | en stagnation |  |  |  |
|                                   | Autres                                       | Autres                                       | 10 882    | 0,95  | 0         | en stagnation | 19 313    | 1,70  | 0  | 0  | en stagnation |  |  |  |
|                                   |                                              |                                              |           |       |           |               |           |       |    |    |               |  |  |  |
| Votes valides                     | Votes valides                                | Votes valides                                | 1 142 919 | 96,68 |           |               | 1 134 430 | 95,96 |    |    |               |  |  |  |
| Votes blancs et nuls              | Votes blancs et nuls                         | Votes blancs et nuls                         | 39 298    | 3,32  | 47 787    | 4,04          |           |       |    |    |               |  |  |  |
| Total                             | Total                                        | Total                                        | 1 182 217 | 100   | 49        | en stagnation | 1 182 217 | 100   | 50 | 99 | 7             |  |  |  |
| Abstentions                       | Abstentions                                  | Abstentions                                  | 973 624   | 45,16 |           |               | 973 624   | 45,16 |    |    |               |  |  |  |
| Nombre d'inscrits / participation | Nombre d'inscrits / participation            | Nombre d'inscrits / participation            | 2 155 841 | 54,84 | 2 155 841 | 54,84         |           |       |    |    |               |  |  |  |